# Ortel
Ortel je staročeské označení pro rozhodnutí, soud (ve smyslu rozsouzení), rozsudek. Slovo vzniklo z německého slova Urteil (dříve psáno Urtheil, viz ordál, ordálie). Používalo se v městském právu ve městech, kde se používalo německé městské právo. Ortel ve smyslu rozsudku nevycházel z psaného práva ani z nějakých precedentů, ale sám byl precedentem, který nalézal právo.
Dnes výraz ortel znamená rozsudek nebo nemilosrdné a kruté odsouzení.